# Ekaterina Selezneva
Ekaterina Sergeevna Selezneva, née le 18 mai 1995 à Pouchkino, est une gymnaste rythmique russe. 

## Palmarès

### Championnats du monde
- Bakou 2019
  -  Médaille d'or par équipe.
  -  Médaille d'or au cerceau.
  -  Médaille de bronze au ruban.

### Universiade
- Naples 2019
  -  Médaille d'or au concours général individuel.
  -  Médaille d'or au cerceau.
  -  Médaille d'or au ballon.
  -  Médaille d'or au ruban.
  -  Médaille de bronze aux massues.

- Taipei 2017
  -  Médaille d'or au ballon.
  -  Médaille d'argent au concours général individuel.
  -  Médaille d'argent au cerceau.
  -  Médaille d'argent au ruban.
  -  Médaille de bronze aux massues.